# Michael Huber (Philologe)
Michael Huber (* 1727 in Loitersdorf bei

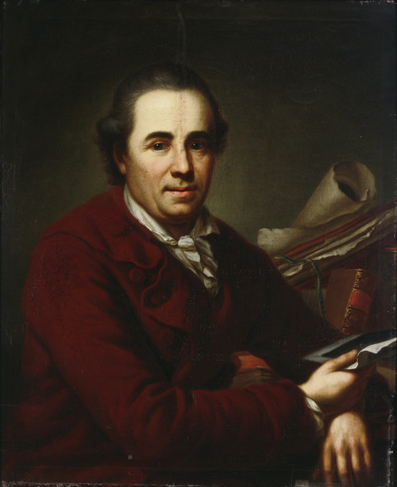
Michael Huber, Gemälde von Ernst Gottlob, 1777, Gleimhaus Halberstadt

Frontenhausen; † 15. April 1804 in Leipzig) war ein deutscher Philologe, Literaturhistoriker und Schriftsteller.

## Leben
Über seine Ausbildung ist nichts bekannt, er lebte seit etwa 1750 in Paris im Milieu der Enzyklopädisten und war dort später als Sprachlehrer und Mitarbeiter des Journal étranger tätig. 1766 zog er nach Leipzig, wo er an der Universität als Sprachlehrer mit dem Titel „Professor“ tätig war.
Michael Huber machte sich verdient durch die Übersetzung von zeitgenössischen deutschen Autoren ins Französische. Hervorzuheben sind Winckelmanns Geschichte der Kunst des Alterthums sowie Werke von Lessing, Klopstock, Wieland, Johann Peter Uz, Johann Wilhelm Gleim, Anna Louisa Karsch usw.
Als sein Hauptwerk gilt das Handbuch für Kunstliebhaber und Sammler über die vornehmsten Kupferstecher und ihre Werke (9 Bände, 1796–1804), das die Leipziger Kunsthändler Carl Christian Heinrich Rost und nach dessen Tode 1789 C. G. Martini aus seinem französischen Manuskript übersetzten und, geringfügig bearbeitet, herausgaben.
Er ist der Vater von Ludwig Ferdinand Huber.

## Veröffentlichungen
- Choix de poésies allemandes. 4 Bände, Paris 1766.
- Notices générales des graveurs, divisés par nations, et des peintres rangés par écoles, précédées de l'histoire de la gravure et de la peinture depuis l'origine de ces arts jusqu'à nos jours, et suivies d'un catalogue raisonné d'une collection choisie d'estampes. J. G. I. Breitkopf, Dresden/Leipzig 1787.
- Verzeichnis einer Sammlung von Kupferstichen alter und neuer Meister, welche nach … [dem] 17. Oct. 1803 verauctionirt werden soll. Rostische Kunsthandlung, Leipzig 1803.
- mit Carl Christian Heinrich Rost, C. G. Martini (Hrsg.): Handbuch für Kunstliebhaber und Sammler über die vornehmsten Kupferstecher und ihre Werke. Vom Anfange dieser Kunst bis auf gegenwärtige Zeit; chronologisch und in Schulen geordnet, 9 Bände, Zürich 1796–1804 (Digitalisat).
- mit Carl Christian Heinrich Rost, C. G. Martini (Hrsg.): Manuel des curieux et des amateurs de l'art, contenant une notice abrégée des principaux graveurs, et un catalogue raisonné de leurs meilleurs ouvrages; depuis le commencement de la gravure jusques à nos jours: les artistes rangés par ordre chronologique, et divisés par école. Gessner/Fuessli, Zürich 1797–1808 (Digitalisat).